# Elisabeth Harnois
Elisabeth Rose Harnois (Detroit, Míchigan; 26 de mayo de 1979) es una actriz estadounidense.
Trabaja desde los tres años y se graduó en 2001 en estudios cinematográficos, en la Wesleyan University. Fue nominada tres veces a los premios 'Young Artist Award', a la mejor actuación infantil, y ganó en 1993 por la película de 1991 Adventures in Wonderland.

## Primeros años
Harnois nació en Detroit, Míchigan, y se crio en Los Ángeles. Es la mayor de cinco hijos, y tiene cuatro hermanos: Tiffany, Evan, Patrick y Lisa. Asistió a la escuela St. Mel en Woodland Hills, Canyon Springs High School de Moreno Valley, California, y se graduó en el 2001  en la Universidad Wesleyan, donde estudió cine.[cita requerida]

### Carrera
Harnois apareció en dos películas a la edad de cinco años:  One Magic Christmas y ¿Dónde están los niños? Hizo comerciales, hasta conseguir el papel de Emily en Tales Timeless de Hallmark [cita requerida] y el papel de Alicia en el país de los 1991 Disney Channel serie  Adventures in Wonderland,en 2005, protagonizó la efímera. Fox adolescente el drama de misterio / sobrenatural / terror  Point Pleasant como Christina Nickson, y en 2005 obtuvo un papel opuesto Evan Rachel Wood en comedia de humor negro /  satírica. película Pretty Persuasion, retratando a la mejor amiga del personaje de Wood <nombre de ref = "TV" /> 
En mayo de 2011, Harnois fue actriz invitada por la cadena CBS en el drama CSI: Crime Scene Investigation en la temporada 11: episodio 21 llamado "Cello y adiós", interpretando a Morgan Brody, un CSI de la División de Investigaciones Científicas de la policía de Los Ángeles. En septiembre de ese mismo año, Harnois comenzó como protagonista en el programa CSI: Crime Scene Investigation  Las Vegas, a partir de la de la temporada XII en el capítulo llamado "73 Segundos".

### Premios y nominaciones
Harnois fue nominada en 1987 para el Premio Joven Artista en la Young Artist Awards para un rendimiento excepcional de una actriz joven protagonizando una película de comedia o drama para One Magic Christmas (1985), y de nuevo en 1988 a la mejor actriz joven como estrella invitada en un drama de Televisión por Autopista hacia el cielo (1984) para el episodio Mejor amigo del hombre. Ella ganó el mismo premio en 1993 por un programa para niños de Adventures in Wonderland (1991)

## Filmografía parcial
- Una Navidad mágica - 1985 - En el papel de Abbi Grainger, filmada en Scarborough, Ontario - Canadå.
- Adventures in Wonderland - 1991 - Alice
- Charmed - 2000 - La novia de Cristopher el búho
- Mi cita con la hija del Presidente - 1998 - Hallie Richmond
- Swimming Upstream - 2002 - Julie Sutton
- Point Pleasant- 2005 (TV) - Christina Nickson
- Mentes criminales -2005 (TV) - Trish Davenport / Cheryl Davenport
- De vuelta al insti - 2005 - Monica
- Pretty Persuasion - 2005 - Brittany
- One Tree Hill -2006/2007 (TV) - Shelley Simon
- Chaos Theory - 2007
- Solstice-2008 - Megan
- Keith-2008 - Natalie
- Miami Medical-2010 - Dra. Serena Warren
- Mars needs Moms -2011 -Ki (Voz)
- CSI: Crime Scene Investigation -2011-2015 -Morgan Brody
- Bad Meat -2011 -Rose Parker
- Dog Hate Cat -2011 -Katie Pride
- Riddle -2013 -Holly Teller
- ￼Another Christmas Kiss -2014-   Jenna
- Perversion - 2018 -Kara